# Christian Alex Nkombengnondo
Christian Alex Nkombengnondo « Dangher » est un taekwondoïste, homme d'affaires et homme politique gabonais né 11 avril 1971 à Libreville au Gabon.

## Biographie

### Études
Christian Alex Nkombengnondo suit ses études primaires à l'école Montfort et secondaires au collègue Monseigneur Bessieux de Libreville. Il est titulaire d'un bachelor Computer Technologies de l'université de Stratford (en) en Virginie en 1999.

### Sport
Christian Nkombengnondo commence très jeune le taekwondo alors qu'il est élève à l'école Montfort de Libreville. Adolescent, il devient membre du club de Taekwondo du lycée d'État de l'Estuaire de Libreville (actuel lycée Paul Indjendjet Gondjout).
Il est sacré quatre fois champion du Gabon (1989, 1990, 1991, 1992) avec son club du lycée d'État de l’Estuaire.
Alors qu'il étudie aux États-Unis, Christian Nkombengnondo est sacré quatre fois champion de l'État du Maryland en 1992, 1993, 1994, 1995.
En 1994, il est sacré vice-champion des États-Unis de taekwondo, la même année il est sélectionné pour le team trial au Olympic Training Center à Colorado Springs.
Refusant de rejoindre l'équipe de taekwondo des États-Unis, Christian Nkombengnondo retrouve l'équipe du Gabon de  taekwondo dont il devient le capitaine. Avec l’équipe du Gabon de taekwondo, Christian Nkombegnondo obtient la médaille d'or à l'Open de Rio en 2002 mais est éliminé en quart de finale face au troisième mondial aux jeux africains d’Abuja en 2003. Il quitte l'équipe du Gabon de taekwondo en 2004 pour marquer son désaccord avec la gestion de l’équipe.

### Homme d'affaires
Christian Nkombengnondo est le fondateur en 1999 de la marque de vêtements Intche Jeans. Christian Nkombengnondo fonde le label musical Dangher Production en 2000 qui a produit notamment le groupe de rap gabonais Raaboon très populaire dans son pays dans les années 2000.

## Engagement politique
Christian Nkombegnondo s'est engagé en politique au Gabon auprès de Pierre Mamboundou, alors président de l'Union du peuple gabonais peu avant les élections présidentielles de 2005 au Gabon. Le 1er décembre 2005, Il est enlevé en compagnie de plusieurs autres militants de l'opposition par des éléments cagoulés et armés en marge de la contestation de la réélection d'Omar Bongo. Christian Nkombegnondo a été pendant trois jours, menotté, battu, privé de nourriture. Son lieu de détention est changé toutes les six heures et durant le transport il est menotté avec les  yeux bandés. Il est déféré le quatrième jour et libéré par une magistrate qui sera démise de ses fonctions peu après.
En 2006, il se présente aux élections Législatives au troisième siège du troisième arrondissement de Libreville sous l'étiquette du Parti gabonais du progrès (PGP-opposition) et termine à la quatrième place sur 11 candidats avec un score de 4%.
Après la mort d'Omar Bongo le 8 juin 2009 à l’hôpital Quiron de Barcelone, il apporte son soutien à Ali Bongo lors de l'élection présidentielle de 2009 au Gabon mais peu après l'accession d'Ali Bongo au pouvoir, ils entrent en désaccord et Christian Nkombegnondo retourne s'installer aux États-Unis. Plus tard, il déclare :

« J'ai réalisé très vite que j'avais été volé au coin du bois, tant parce qu'Ali Bongo ne tint pas ses engagements vis-à-vis du peuple gabonais dont je fais partie mais aussi parce que l'homme faisait le contraire de ce qu'il s'était engagé à faire »

En 2012, de retour au Gabon, il dépose sa candidature aux élections locales au 1er arrondissement de Libreville, mais son dossier de candidature est volontairement écarté.

### Dénonciation du régime d'Ali Bongo
Reparti aux États-Unis, Christian Nkombengnondo dénonce les travers de la gouvernance d’Ali Bongo,,,,et l’invite notamment à rendre public son salaire. De retour au Gabon, il poursuit son action en dénonçant les conditions de vie des Gabonais les plus vulnérables notamment des handicapés qui ne perçoivent que  75 000 francs CFA l’année soit 6 250 francs CFA par mois (environ 12 dollars). Il attire également l’attention sur le sort des malades mentaux au Gabon et dénonce en vidéo l’abandon par l’État gabonais du seul hôpital psychiatrique du pays situé à Melen dans la banlieue de Libreville. Cette vidéo est reprise par le programme participatif de France 24 « les Observateurs »,.

### Révélations sur  l'univers carcéral gabonais
En juillet 2015, Christian Nkombengnondo est arrêté et incarcéré à la Prison centrale de Libreville officiellement pour « escroquerie » mais plusieurs voix s’élèvent pour dénoncer une arrestation arbitraire, certains déclarant clairement que : « Christian Nkombegnondo est en prison pour des raisons politiques »,,,. De l’intérieur de la prison centrale de Libreville, il filme les conditions de détention extrêmement dures et le traitement inhumain des prisonniers. Libéré en septembre 2015, il retourne aux États-Unis, puis publie les images de la prison centrale de Libreville à France 24. Il donne à la suite de cela une série de conférences pour dénoncer les conditions d’incarcération à la prison centrale de Libreville.

### Élection présidentielle de 2016 au Gabon
À l'issue de l'élection présidentielle de 2016 au Gabon, Christian Nkombengnondo a dénoncé la réélection d’Ali Bongo en 2016, affirmant qu’elle était frauduleuse. Il a également dénoncé la sanglante répression post-électorale qui a fait officiellement quatre morts. Dans ce cadre, il est membre fondateur de l’ONG Gabonese Diaspora for Democraty and Human Rights (GDDHR),.

### Critique du confinement au Gabon
Christian Nkombengnondo a dénoncé la gestion du Covid-19 au Gabon : 
S’il y a une chose que la pandémie du COVID-19 démontre en plus de son caractère inédit et meurtrier, c’est l’aptitude ou non des gouvernements à faire face à un défi immense, inédit et surtout leur aptitude à protéger leur population notamment les plus vulnérables. Au Gabon, notre pays, les autorités dirigeantes clament haut et fort avoir pris des mesures pour lutter contre la pandémie du COVID-19 et ses nombreux impacts sur les populations les plus vulnérables. En réalité, ce qui se passe au Gabon est proprement scandaleux et indigne de notre pays.
Tout en n'hésitant pas à parler de "chosification des Gabonais" : 
La distribution des « kits alimentaires » démontre le manque de considération que les dirigeants gabonais ont pour leur population. Comment expliquer qu’il n’y a pas eu de recensement effectif des foyers nécessiteux dans le modèle de ce qui se fait pour le recensement général de la population et de l’habitat par exemple ? Pourquoi la distribution des vivres n’a pas été effectuée par l’armée entité organisée et disciplinée au service (en principe) du Peuple et de l’État ?
En lieu et place de cela, on assiste à un système largement clientélisme, désordonné et laissant sur le carreau et dans la détresse un nombre trop importants de familles.
Quant au contenu des « kits » en question, que penser de ces deux boites de sardines (ou cuisses de poulet), de ces deux morceaux de savon, de deux litres d’huile et quelques kilos de riz censés nourrir toute une famille ?

Les images de ces distributions anarchiques sont choquantes et les cris de désespoir des laissés pour compte sont si forts qu’on ne peut ne pas ne pas les entendre. Les images de ces mères parfois du 3eme âge, humiliées, chosifiées pour une maigre pitance sont une honte pour le Gabon et une insulte à tous les Gabonais.